# Abjad manichéen
L'écriture manichéenne est un abjad (alphabet consonantique) utilisé principalement dans la religion manichéenne, une des religions de l'Empire perse, l'empire kouchan et la principale religion du khaganat ouïghour et du Royaume ouïghour de Qocho.

## Tables Unicode
La fonte Noto Sans Manichaean des polices Noto (généralement paquet noto-fonts sous Linux) comporte ces caractères.
Cette écriture est comprise dans le bloc Manichaean de U+10AC0 à U+10AFF depuis la version 7 d'Unicode publiée en juillet 2014.
| en fr   | 0 | 1 | 2 | 3 | 4 | 5 | 6 | 7 | 8 | 9 | A | B | C | D | E | F |
| U+10AC0 | 𐫀 | 𐫁 | 𐫂 | 𐫃 | 𐫄 | 𐫅 | 𐫆 | 𐫇 | 𐫈 | 𐫉 | 𐫊 | 𐫋 | 𐫌 | 𐫍 | 𐫎 | 𐫏 |
| U+10AD0 | 𐫐 | 𐫑 | 𐫒 | 𐫓 | 𐫔 | 𐫕 | 𐫖 | 𐫗 | 𐫘 | 𐫙 | 𐫚 | 𐫛 | 𐫜 | 𐫝 | 𐫞 | 𐫟 |
| ------- | - | - | - | - | - | - | - | - | - | - | - | - | - | - | - | - |
| U+10AE0 | 𐫠 | 𐫡 | 𐫢 | 𐫣 | 𐫤 | 𐫥  | 𐫦  |   |   |   |   | 𐫫 | 𐫬 | 𐫭 | 𐫮 | 𐫯 |
| U+10AF0 | 𐫰 | 𐫱 | 𐫲 | 𐫳 | 𐫴 | 𐫵 | 𐫶 |   |   |   |   |   |   |   |   |   |